# Schrick (Gemeinde Gaweinstal)
Schrick ist eine Ortschaft und eine Katastralgemeinde der Marktgemeinde Gaweinstal im Bezirk Mistelbach in Niederösterreich. Die Ortschaft hat 1101 Einwohner (Stand 1. Jänner 2024). Bis Ende 1971 war Schrick eine eigenständige Gemeinde.

## Geografie
Das nördlich von Gaweinstal liegende Dorf wird vom Kettlasbach durchflossen, der oberhalb des Ortes beim Schricker Berg entspringt. Diese Stelle trägt heute den Namen Zu den vier Linden. Beim Ort führt die Nord/Weinviertel Autobahn vorüber; mit der Abfahrt Schrick beginnt die Staatzer Straße, die nach Mistelbach führt.

## Geschichte
Der Ort war ein landesfürstliches Lehen, das direkt von Kaiser vergeben wurde, bis dieses im Jahr 1755 von Franz de Paula Graf Perlas erworben wurde. Gemäß Schweickhardt waren die Einwohner überwiegend Weinbauern, die teilweise auch Ackerbau betrieben und mit dem Wein einen lebhaften Handel nach Wien unterhielten und daher auch zu Wohlstand gekommen waren. Laut Adressbuch von Österreich waren im Jahr 1938 in der Ortsgemeinde Schrick zwei Bäcker, zwei Fleischer, ein Friseur, ein Gärtner, zwei Gastwirte, drei Gemischtwarenhändler, ein Glaser, eine Hebamme, ein Sattler, zwei Schneider, drei Schuster, ein Tischler, ein Wagner, ein Zimmermeister und zahlreiche Landwirte ansässig.
Mit 1. Jänner 1972 wurden im Zuge der Niederösterreichischen Kommunalstrukturverbesserung die bis dahin selbständigen Gemeinden Höbersbrunn, Pellendorf und Schrick nach Gaweinstal eingemeindet.

## Persönlichkeiten
- Anton Stöckl (1829–1885), Lehrer und Komponist, war zuletzt Lehrer in Schrick